# 五音篇海
《五音篇海》又名四聲篇海，是金代韓孝彦、韓道昭父子编著的一部字典，是中國古代錄字最多的一部字書，多載殊體僻字、后代的大型字書如《康熙字典》、《漢語大字典》等求全求备，都從《篇海》取字。